# 漢南区
漢南区（かんなん-く）は中華人民共和国湖北省武漢市に位置する市轄区。

## 行政区画
- 街道:紗帽街道、鄧南街道、東荊街道、湘口街道

## 交通
- 武漢地下鉄

## 健康・医療・衛生
- 華中科技大学同済医学院附属協和医院（西院）
- 漢南区人民医院
- 武漢亜洲心臓病医院
- 武漢市漢南区人民医